# Desmetryn
Desmetryn ist eine chemische Verbindung aus der Gruppe der Triazine, genauer der Methylthiotriazine.

## Gewinnung und Darstellung
Desmetryn kann durch Reaktion von Cyanurchlorid mit Isopropylamin, Methylamin und Methylmercaptan gewonnen werden.

## Eigenschaften
Desmetryn ist ein farbloser Feststoff, der praktisch unlöslich in Wasser ist.

## Verwendung
Desmetryn wird als Herbizid verwendet. Es dient der Bekämpfung von Weißem Gänsefuß (Chenopodium album), anderen Unkräutern und einigen Gräsern bei den meisten Kohlarten, Kräutern, Zwiebeln, Lauch und Nadelbaum-Saatbeeten im Nachauflauf. Die Wirkung beruht auf der Hemmung der Photosynthese.

## Zulassung
In der Europäischen Union ist Desmetryn mit der Verordnung (EG) Nr. 2076/2002 vom 20. November 2002 nicht in den Anhang I der Richtlinie 91/414/EWG aufgenommen worden. Daher dürfen in den Staaten der EU keine Pflanzenschutzmittel zugelassen werden, die Desmetryn enthalten.
In Deutschland, Österreich und der Schweiz sind keine Pflanzenschutzmittel mit diesem Wirkstoff zugelassen. Desmetryn war in der BRD zwischen 1971 und 1988 und in der DDR zwischen 1968 und 1994 zugelassen.
Die Weltgesundheitsorganisation stuft Desmetryn als veralteten Pestizid-Wirkstoff ein.